# Googlepedia
Googlepedia é uma extensão livre para o navegador Mozilla Firefox que exibe artigos relevantes da Wikipédia na página de resultados do motor de busca do Google. O nome Googlepedia é uma valise de Google e Wikipedia.

## Características
- Exibe ligações internas da Wikipédia nos links da busca do Google
- Usa o recurso Estou com sorte para buscar por artigos relevantes.
- Altera o link das imagens para ir diretamente para tamanho completo.
- Remove Google AdWords
- Pode-se expandir a largura para ocupar tela-cheia
- Usa o idioma local da Wikipédia baseado no idioma do Google